# Premia
Premia là một đô thị ở tỉnh Verbano-Cusio-Ossola trong vùng Piedmont, có cự ly khoảng 140 km về phía đông bắc của Torino và khoảng 40 km về phía tây bắc của Verbania, ở biên giới với Thụy Sĩ. Tại thời điểm ngày 31 tháng 12 năm 2004, đô thị này có dân số 607 người và diện tích là 88,7 km².
Premia giáp các đô thị: Baceno, Bosco Gurin (Thụy Sĩ), Campo (Vallemaggia) (Thụy Sĩ), Crodo, Formazza, Montecrestese.